# Pippin
Pippin é um musical escrito e musicado por Stephen Schwartz, com libretto de Roger O. Hirson e direção e coreografia por Bob Fosse. Ele conta a história de Pippin, um jovem príncipe filho mais velho do rei Carlos Magno, em busca de autoconhecimento e de um significado para a sua vida. O protagonista e seu pai são personagens derivados de duas figuras reais da Idade Média, apesar do enredo, que se passa por volta de 780 d.C., no Sacro Império Romano, ter muito pouca precisão histórica sobre eles.
Inicialmente um exercício estudantil de teatro criado por Schwartz para o grupo de teatro Scotch 'n' Soda Club da Carnegie Mellon University em 1967, com o nome de PIPPIN, PIPPIN, ele  estreou no Imperial Theatre na Broadway em outubro de 1972 e permaneceu quatro anos e meio em cartaz com apresentações contínuas, sendo hoje o 32º musical de maior duração na Broadway. Multipremiado com o Tony Awards quando de seu lançamento, o musical teve diversas remontagens pelos Estados Unidos e pelo mundo nas décadas seguintes, culminando com a remontagem na Broadway de 2013, consagrada com 4 Tonys e 4 Drama Desk Awards. Os protagonistas da montagem original e da remontagem de 2013, Ben Vereen e Patina Miller, são os únicos dois atores a terem conquistado o Tony de melhor ator ou atriz em musical pelo mesmo personagem – o Mestre de Cerimônias.

## História
Nos anos 60, enquanto os alunos da  Carnegie Mellon University estavam em festas ou em protestos, dois de seus alunos de teatro, Stephen Schwartz e Ron Strauss, pensavam apenas em escrever musicais. Strauss teve a ideia de escrever um deles sobre a história do Imperador Carlos Magno e seu filho Pepino. Segundo a lenda, Pepino tentou assassinar seu pai e foi desterrado por ele, passando o restante da vida recluso num monastério.  Schwartz ofereceu-se para ajudar Krauss no desenvolvimento da ideia e o resultado do trabalho chamou-se PIPPIN, PIPPIN, uma adaptação bastante livre da história.
A peça estreou em 28 de abril de 1967 com o grupo de teatro universitário Scotch ‘n’ Soda no campus da Carnegie Mellon, e um álbum da produção gravada pelos alunos apenas como recordação foi parar nas mãos de um produtor, que escreveu aos dois autores propondo transformar aquilo numa produção profissional. Krauss não acreditou na carta e mudou-se para o Oregon, enquanto Schwartz encurtou o nome da obra para Pippin e mudou-se para Nova York.
Com apenas 23 anos, o precocemente talentoso Schwartz conseguiu sucesso com o musical Godspell, lançado em 1971, com o qual ganhou dois prêmios Grammy; este sucesso lhe deu uma ligação com o maestro e compositor  Leonard Bernstein, cuja agente mostrou interesse na letra e música de Pippin e sugeriu a Schwartz que chamasse  o escritor e roteirista Roger O. Hirson para que este criasse um história a partir daquilo. Com a ajuda de Hirson, Pippin foi completamente reformulado, e os dois mexeram em todas as letras e notas mantendo apenas a ideia central. A nova lista de canções trazia "Glory", inspirada em Carmina Burana e Schwartz criou  "Corner of the Sky" a canção sobre a procura de um propósito na vida por Pippin. O novo material foi levado ao diretor e produtor teatral Harold Prince, o mais premiado homem do teatro norte-americano, que não mostrou interesse mas deu a sugestão que mudaria tudo: contar a história do que acontecia depois da morte de Carlos Magno pelo filho, onde o projeto inicial de Schwartz e Hirson terminava. Se Prince não tinha mostrado interesse maior pelo que leu, outro grande nome do teatro musical mostrou, de maneira que o projeto estudantil pudesse virar realidade: Bob Fosse.
A presença de Fosse no projeto garantiu a viabilidade do musical. O ator novato John Rubinstein foi escalado como Pippin e a jovem atriz da Broadway Jill Clayburgh como Catherine, seu interesse amoroso. O enredo tinha um pequeno papel, o "Old Man", um velho líder de uma pequena trupe que seguia Pippin, para o qual Fosse, depois de muito procurar sem conseguir nenhum ator que o satisfizesse, convidou Ben Vereen, então um novo astro da Broadway após seu desempenho como Judas em Jesus Cristo Superstar. Vereen tinha então apenas 26 anos – e John Rubinstein 25 – o que não o fazia um "velho"; por isto, Fosse, depois de vê-lo ensaiando o papel e fazendo-o crescer aos poucos por conta própria pelas coisas que criava em cima dele, mudou o nome da personagem para "Leading Player", o chefe da trupe que atuava ao mesmo tempo como mestre de cerimônias do espetáculo e fio condutor da história para o público. Com isso, Schwartz criou uma nova música e um novo número de abertura para Vereen, "Magic to Do", que viria a se tornar a música-assinatura de Pippin através dos anos.

## Enredo
Primeiro Ato – Pippin é o filho de fábula do imperador francês Carlos Magno. Quando a peça começa, uma trupe, comandada pelo Líder/Mestre de Cerimônias, convida a audiência a acompanhar sua mágica que ajudará a contar a história ("Magic to Do"). Pippin então é introduzido e ele nos conta através da música ("Corner of the Sky") que está à procura de um significado verdadeiro e de um propósito para sua vida. Ele então é levado pela trupe até Carlos Magno e diz ao pai que deseja ser um soldado e ir com ele para a guerra. Eventualmente, depois de guerrear, ele aprende que ser um herói de guerra não é a resposta à sua busca e então procura sua avó paterna, Berthe, exilada pela segunda mulher do rei, Fastrada, em busca de sabedoria e recebe o conseho de aproveitar ao máximo sua juventude, vivendo a vida intensamente. O primeiro ato termina com Pippin decidindo fazer uma revolução contra o próprio pai.
Segundo Ato – Ele abre com o encontro de Pippin com sua charmosa mas manipuladora madrasta Fastrada. Sabendo dos planos do príncipe de depor o rei, ela procura uma maneira de eliminar pai e filho, de maneira a conseguir o trono para seu próprio filho, Lewis, meio-irmão de Pippin. Ela diz a Pippin que o rei estará sozinho e desprotegido durante suas orações da manhã em Arles. Pippin vai até lá, confronta o pai sobre seus inúmeros crimes contra o povo e o esfaqueia. Assim, ele se torna rei e decide que a resposta para todos os problemas é acabar com os impostos, distribuir o dinheiro para pobres e extinguir o exército. Logo, ele vê que isso é inviável e é obrigado a revogar seus atos e promessas. Ele vai então ao corpo esfaqueado do pai e lhe pergunta se pode ter sua faca de volta e Carlos Magno concorda. O rei retoma o trono e a coroa e Pippin se vê novamente sozinho e abandonado.
Abandonado numa estrada, ele é encontrado por Catherine, uma viúva com um filho pequeno, Theo, que o limpa, cuida ele e tenta fazer com que tenha interesse por algo, já que o príncipe perdeu todas suas esperanças. Ela faz o filho conversar com Pippin, mas nada adianta. Finalmente, ela convence Pippin a ajudá-la a administrar sua propriedade e por algum tempo ele passa a ter uma vida comum. Depois de algum tempo, Pippin sente que a vida ordinária que leva está abaixo de sua dignidade real e avisa a Catherine que está indo embora. Para complicar sua partida, o pato de Theo está doente e ele pede a Pippin que fique para ajudar a salvar o animal; ele então se vê pela primeira vez na vida fazendo algo para aliviar as dores de outra pessoa e faz o melhor para ajudar a animar o desconsolado menino, ficando na fazenda. Com o passar do tempo, Pippin começa a se apaixonar por Catherine e percebe que eles estão se tornando uma família normal, o que o aterroriza. Mais uma vez então ele decide ir embora, acreditando que a vida seja mais que aquilo.
Vem então o final do musical, que deverá ser um Grand Finale proporcionado pela trupe que conduz através da música e do canto o fio da história. Uma caixa de truques é colocada no palco com um cartaz que diz "Pippin Grand Finale"; um dos integrantes da trupe coloca fogo na caixa com um manequim dentro e o resto do grupo aplaude. Pippin não fica impressionado com o efeito, mas o Líder da Trupe diz que quando for real, com ele dentro dela transformado em chamas, nada poderá ser mais espetacular como um Grand Finale, já que ele, Pippin, sempre quis fazer algo exraordinário. Ele então dirige-se para a caixa mas desiste à medida que as chamas se aproximam. Entram então no palco Catherine e o pequeno Theo e Pippin vai ficar ao lado deles. O Líder/Mestre de Cerimônias então se desculpa com o público pela falha do prometido Grand Finale e deixa o palco junto com a trupe, e nele ficam sozinhos Pippin, Catherine e Theo. A viúva então pergunta a Pippin se ele se sente um covarde; ele responde que não, que se sente preso numa armadilha, mas feliz. E a saga então termina, com Pippin encontrando a felicidade na vida e no mundo comum ao redor dele com Catherine e Theo.

### Final estendido
Em algumas novas remontagens de Pippin, incluindo o revival de 2013 na Broadway, o final da peça é mudado e estendido. Após a trupe amaldiçoar Pippin e deixá-lo sozinho com Catherine e Theo por não querer fazer o Grand Finale, e ele mostrar seu contentamento em levar uma vida comum dali em diante, Theo fica sozinho no palco e começa a cantar os primeiros versos de "Corner of the Sky", o que faz com que o Líder e a trupe voltem ao palco, com a música "Magic To Do", implicando que a crise existencial do ser humano, que é o cerne da peça, é cíclica e continua, mas agora com Theo no lugar de Pippin. Montagens atuais variam entre os dois finais, mas o autor da peça, Stephen Schwartz, declarou sua preferência pelo novo final.

## Canções
Apesar de Pippin ter sido escrita para ser apresentada num único ato, muitas das montagens a dividiram em dois; na última remontagem da Broadway, licenciada pela empresa Musical Theatre International, o fim do primeiro ato vem após "Morning Glow"; assim como o novo final, esta interrupção pode ser feita à critério dos produtores, sem necessitar de autorização especial do criador.
| - "Magic to Do" – Líder/Mestre de Cerimônias e a Trupe - "Corner of the Sky" – Pippin - "Welcome Home" – Carlos Magno, Pippin - "War Is a Science" – Carlos Magno, Pippin e os soldados - "Glory" – Líder/Mestre de Cerimônias e a Trupe - "Simple Joys" – Líder/Mestre de Cerimônias - "No Time at All" – Berthe e a Trupe - "With You" – Pippin - "Spread a Little Sunshine" – Fastrada e a Trupe - "Morning Glow" – Pippin e a Trupe | - "On the Right Track" – Líder/Mestre de Cerimônias e Pippin - "And There He Was" – Catherine - "Kind of Woman" – Catherine e a Trupe - "Extraordinary" – Pippin - "Prayer for a Duck" – Pippin, Theo e Catherine - "Love Song" – Pippin e Catherine - "I Guess I'll Miss the Man" – Catherine - "Finale/Magic Shows and Miracles" – Líder/Mestre de Cerimônias, Fastrada, Pippin e a Trupe - "Corner of the Sky (Reprise)" – Theo |

- Michael Jackson fez um cover de "Morning Glow" para seu álbum Music & Me (1973) e a gravação foi relançada em 2000 como faixa-bônus no CD Pippin Original Broadway Cast Recording.[8]
- O Jackson 5 fez um cover de "Corner of the Sky" (1972) e a gravação foi relançada em 2000 como faixa-bônus no CD Pippin Original Broadway Cast Recording.[9] Um dueto dela gravado por Dusty Springfield e Petula Clark, cujos vocais foram gravados com 30 anos de diferença um do outro e mixados juntos, foi incluído no CD Duets, de Clark, em 2007.[10]
- The Supremes fizeram um cover de "I Guess I'll Miss the Man" (1972) e a gravação foi relançada em 2000 como faixa-bônus no CD Pippin Original Broadway Cast Recording.[9]

## Montagens

### Original

Ben Vereen em cena no musical original da Broadway (1972).

O musical estreou no Imperial Theatre, na Broadway, Nova York, em 23 de outubro de 1972 e foi encenado por 1944 vezes consecutivas até 12 de junho de 1977, à época de seu encerramento sendo o 10º espetáculo musical com maior carreira de todos os tempos. Foi dirigido e coreografado por Bob Fosse,  libretto por Roger Hirson, música e letra por Stephen Schwartz, então um compositor já famoso por sua criação off-Broadway do ano anterior, Godspell, e parcialmente financiado pela Motown Records, onde foi gravado o disco do musical. Seu lançamento veio acompanhado de um comercial para a televisão com cenas do show, a primeira vez que isso ocorreu na história do teatro norte-americano, sendo copiado dali em diante por peças posteriores.
Elenco original:
- John Rubinstein – Pippin
- Ben Vereen – Líder da Trupe/Mestre de Cerimônia
- Eric Berry – Carlos Magno
- Jill Clayburgh – Catherine (com Ann Reinking como substituta)
- Christopher Chadman – Lewis
- Leland Palmer – Fastrada
- Irene Ryan – Bertha (até sofrer um ataque cardíaco em março de 1973 e ser substituída por Dorothy Stickney)

#### Recepção
Pippin foi indicado a onze prêmios Tony, "o Oscar do teatro norte-americano", e conquistou cinco deles: Melhor ator em musical (Ben Vereen); Melhor diretor de musical (Bob Fosse); Melhor coreografia (Bob Fosse); Melhor iluminação (Jules Fischer) e Melhor cenário (Tony Walton); também foi indicado a cinco Drama Desk Award, prêmio da crítica teatral e considerado a maior honraria acadêmica ao teatro nos EUA e que, ao contrário dos Tony que só premiam os shows apresentados na Broadway, cobre todos os espetáculos teatrais produzidos no país, e conquistou todos eles: Melhor ator (Vereen), Melhor direção (Fosse), Melhor cenografia (Walton), Melhor coreografia (Fosse) e Melhor vestuário (Patricia Zipprodt).
O crítico Clive Barnes do New York Times resenhou o musical: "É hoje lugar comum usar o rock em musicais e devo dizer que achei a maioria das músicas comuns, com alguma falta de estilo, mas há algumas delas que realmente podem se tornar memoráveis. Mas o que realmente é memorável é a montagem de Bob Fosse. O elenco é de alto nível com grandes atuações de Jill Clayburg e John Rubinstein mas é Ben Vereen, como Líder da Trupe e Mestre de Cerimônias que, depois de sua demoníaca interpretação de Judas Iscariotes em Jesus Cristo Superstar, controla o show e tem uma atuação que impressiona, mostrando porque é um superstar".

### Remontagem
A companhia American Repertory Theatre, de Boston, começou a encenar uma remontagem de Pippin em 2012 e, após diversas apresentações do musical repaginado em Massachusetts, o espetáculo foi transferido para Nova York, onde estreou no Music Box Theatre, na Broadway,  em 25 de abril de 2013, sendo encenada até 4 de janeiro de 2015, num total de 709 apresentações. A diretora artística do ART, a escola de teatro da Universidade de Harvard, Diane Paulus, a mesma da bem sucedida – de público e crítica – remontagem de Hair na mesma Broadway em 2009, que havia assistido ao musical original ainda criança e passou as décadas seguintes impressionada com o poder de suas músicas,  inseriu novos elementos circenses para a trama, escalando uma trupe de acrobatas, ginastas, malabaristas e trapezistas da companhia canadense Les 7 doigts de la main para compor a Trupe original da peça; colocou uma atriz no papel do até então co-protagonista masculino, atualizou o arranjo das músicas, o cenário, os figurinos e criou números de mágica específicos para a trama. O resultado foi devastador. Assim como seu sucesso com Hair, a remontagem de Paulus foi considerada "gloriosa" pela crítica especializada e faturou mais de US$68 milhões em seus quase dois anos de exibição.
Elenco original:
- Matthew James Thomas – Pippin

Patina Miller e integrantes da Trupe em ação na remontagem de Pippin na Broadway (2013).

- Patina Miller – Líder da Trupe/Mestre de Cerimônias
- Terrence Mann – Carlos Magno
- Charlotte d'Amboise – Fastrada
- Andrea Martin – Bertha
- Rachel Bay Jones – Catherine
- Erik Altemus – Lewis
- Andrew Cekala – Theo
- Os acrobatas, ginastas, malabaristas e dançarinos da 7 doigts que compõem a Trupe são sete, quatro homens e três mulheres, o mais velho com 36 anos e a mais nova com 21:[20] Gregory Arsenal, Lolita Costet, Orion Griffiths, Viktoria Grimmy, Olga Karmansky, Philip Rosenberg e Yannick Thomas.

#### Recepção
A nova versão de Pippin conquistou quatro prêmios Tony incluindo o de melhor revival; a triple threat (atriz/bailarina/cantora ao mesmo tempo) Patina Miller, que fez a protagonista Mestre de Cerimônias, um papel consagrado no teatro por um homem, Ben Vereen, ganhou o Tony de Melhor atriz em musical, a única vez em que dois atores receberam este prêmio pelo mesmo personagem em toda história dos Tony Awards. Como ela ainda foram premiadas a diretora Diane Paulus e Andrea Martin como melhor atriz coadjuvante em musical.
A remontagem também recebeu quatro Drama Desk Awards: Melhor remontagem, Melhor direção (Paulus), Melhor atriz coadjuvante (Martin) e Melhor coreografia (Chet Walker e Gypsy Snider do Les 7 doigts de la main).
A reação da crítica ao novo espetáculo foi praticamente unânime em relação à sua qualidade e criatividade: "Um milagre musical chegou ao Music Box Theatre. Esta brilhante remontagem é tudo que você poderia sonhar sobre um musical. Diana Paulus levantou  a barra de seu trabalho à alturas vertiginosas de imaginação e arte." – Daily News; "Emocionante. Um golpe de gênio. Este  novo Pippin espanta! Diane Paulus reconstruiu a fábula do autoconhecimento amada por todos" – Mark Kennedy, Associated Press; "Alegria teatral pura, a hora de Pippin finalmente chegou!" Frank Rizzo – Variety; "Impressionante! Um Pippin para o século XXI! Ofuscante e inspirador." – The New York Times.

### No Brasil

O elenco da montagem brasileira, com Suely Franco substituindo Marília Pêra (1974).

Pippin estreou no Brasil em 20 de junho de 1974, no Teatro Adolpho Bloch, no Rio de Janeiro, com produção do próprio Adolpho Bloch, que inaugurava o teatro com seu nome, projetado por Oscar Niemeyer. Dirigido por Flávio Rangel, um ator então em início de carreira, Marco Nanini, fez o papel-título e Marília Pêra foi a Líder da Trupe/Mestre de Cerimônias;  além deles, o elenco também era formado por Carlos Kroeber como Carlos Magno, Ariclê Perez, Tetê Medina, Sandra Pêra, Ronaldo Resedá, Maria Sampaio, Miriam Müller, entre outros, com o vestuário a cargo da figurinista Kalma Murtinho. Gianni Ratto foi o responsável pela cenografia e Gene Foote, coreógrafo-assistente de Bob Fosse no espetáculo da Broadway, veio ao Brasil para ensinar a coreografia aos atores e bailarinos locais.
Até 2013, apenas Marília – a primeira atriz no mundo a interpretar o Mestre de Cerimônias, um papel originalmente masculino  – sua substituta na versão brasileira Suely Franco e Patina Miller representaram este papel numa montagem profissional de nível nacional sendo mulheres, e as brasileiras fizeram isso 40 anos antes da norte-americana. (Patina deixou a peça para outros projetos em abril de 2014  e foi substituída na Broadway por Ciara Renee, Carly Hughes e Ariana DeBose, três atrizes, sucessivamente).
O visual cênico de Pippin causou tanto impacto no Brasil na época de seu lançamento – numa montagem considerada histórica – que inspirou, em coreografia, cenário e vestuário, a primeira abertura de um programa que a Rede Globo estreou naquele ano, Fantástico, o Show da Vida. O espírito de fábula e as mágicas apresentadas no musical também levaram aos primeiros versos da música de abertura do programa:  "Olhe bem, preste atenção/ Nada na mão, nesta também/ Nós temos mágicas para fazer/ Assim é a vida, olhe para ver/ Milhares de sonhos, são para sonhar/ Miragens que não se pode contar/", escritos por José Bonifácio de Oliveira Sobrinho, o Boni.
Após assistirem ao revival do musical na Broadway em 2013, os produtores Charles Möeller e Claudio Botelho compraram os direitos do musical e uma remontagem de Pippin foi encenada no Brasil em 2018, com Felipe de Carolis como Pippin e Totia Meireles como a Mestre de Cerimônias.

## Filme
Em 1981, quatro anos após o encerramento da carreira do musical na Broadway, a televisão canadense fez um vídeo-documentário da peça integral no palco, numa apresentação especial em Toronto destinada a este fim, dirigido por David Sheehan e Kathryn Doby, a assistente-chefe de dança de Bob Fosse na produção original de 1972. A filmagem trouxe Ben Vereen de volta ao elenco e contou com a participação de veteranas e premiadas atrizes dos musicais americanos como Chita Rivera como Fastrada e Martha Raye como Bertha, além do novato William Katt como Pippin. O vídeo entretanto acabou com um resultado final truncado e alguns momentos do musical foram cortados.
Em 2003 a Miramax comprou os direitos para o cinema da peça, aproveitando o sucesso de público e crítica da adaptação cinematográfica do musical Chicago no ano anterior, produzida pelo estúdio. Com a venda da Miramax para a Disney em 2005 o filme continuou no papel até dezembro de 2014, quando o produtor Craig Zadan, o mesmo do filme Chicago, anunciou Pippin como seu próximo projeto junto com a Weinstein Company, a nova produtora dos ex-fundadores da Miramax. Em abril de 2018, a  Weinstein Company abriu pedido de falência e os direitos cinematográficos voltaram para Schwartz. O projeto deverá voltar a ser negociado com outros estúdios.